# Гёллу-Даг
Гёллюдаг (тур. Göllü Dağ) — вулканический купол, расположенный в 32 км к северу от города Нигде, Турция.
Купол сложен дацитами и риодацитами. Высота — 2143 м. Находится между вулканами Хасан-Даги и Аджыгёл-Невшехир. В результате анализа пород обсидиана возникновение вулкана происходило в период между 1,33 — 0,844 млн лет назад. Возле Гёллу-Даг находится большое количество шлаковых конусов. Вулканический купол и шлаковые конусы накрывают более древнюю кальдеру, сложенную кремниевыми породами. К западу от купола находятся гидротермальные и горячие источники.